# کیت کوکران
کیت کوکران (به انگلیسی: Keith Cochrane) (زاده ۱۱ فوریه ۱۹۶۵) کارآفرین، بازرگان و مدیر ارشد اجرایی اسکاتلندی است، که در حال حاضر به‌عنوان مدیر عامل گروه ویر فعالیت می‌کند.